# ダークロード (ゲーム)
『ダークロード』は、1991年2月8日に日本のデータイーストから発売されたファミリーコンピュータ用ロールプレイングゲーム。
主人公達のパーティを操作し、闇の神ラグメイラの復活を阻止して世界を救出する事を目的としたゲーム。世界観はファンタジー系となっており、マルチエンディング方式を採用している。パーティ編成の選択や職業選択が可能である事を特徴としており、また計12種類のシナリオが存在する。
開発はデータイーストが行い、シナリオおよびグラフィックはPCエンジン用ソフト『魔界八犬伝 SHADA』（1989年）にてディレクターを手掛けた巌光生、ファミリーコンピュータ用ソフト『ヘラクレスの栄光II タイタンの滅亡』（1989年）にてグラフィックを手掛けた萬木雅行、ファミリーコンピュータ用ソフト『探偵 神宮寺三郎 横浜港連続殺人事件』（1988年）にてグラフィックを手掛けたさわじりたくみが担当、音楽は酒井省吾、高濱祐輔、桃井聖司などが担当している。
2006年6月1日にはWindows用ソフトとしてi-revoにて配信、2010年4月27日には同じくWindows用ソフトとしてプロジェクトEGGにて配信された。

## ゲーム内容
1人のプレイヤーが複数キャラクターからなるパーティを操作する。世界は「街」と冒険の舞台となる「シナリオ」からなる。街には宿屋、寺院、王宮、組合、道具屋、酒場などがある。街では移動先をコマンド選択すると、場面が移り、人物との会話イベントが発生する。コマンド選択には街の中での移動のほか、「出入口」（街から出る）、「時間」（時間を経過させる）などがある。街から出る場合は移動先を選択すると、ただちに冒険の舞台となる場面へ移動しシナリオが開始される。
パーティは街の酒場などで編成するほか、シナリオ中で新たにメンバーを加えるイベントが発生する場合がある。最大人数は3人。
キャラクターの能力値には、STR・INT・DEX・VIT・DEF・AGL・DIV がある。最小値は1、最大値は16。職業等によって変動する。ほかに、HP（ヒットポイント）とMP（マジックポイント）がある。
シナリオ等を通じて経験値を得る。経験値に応じ、王宮で王様と会話することにより、レベルが上昇する。
プレイヤーキャラクターは、能力値に応じて「組合」でなんらかの職業に就くことができる。ある職業についてゲーム内時間で一定期間たつと、その職業固有の能力(スキル）を得る。また「はたらく」ことによって収入を得ることが出来る（「はたらく」ためには街にいることが必要であり、その間冒険は出来ない）。スキルの上限は4で、いちど得たスキルを捨てることは出来ない。
シナリオ中では2次元マップにおいて移動・ノンプレイヤーキャラクターとの接触（会話・戦闘）が発生する。戦闘は、シナリオのなかでのみ発生する。戦闘はタクティカルRPG風のターン制で、武器による攻撃・防御・道具使用・魔法使用を選択する。戦闘から脱出することもできる。
総計12のシナリオがあるが、すべてが発生するとは限らない。シナリオのなかには、時間経過により発生しなくなるものもある。

## 設定

### シナリオ一覧
- リトルネオファイト
- 街の掃除屋
- 消えた兵士
- 小さい防衛線
- エルフの森
- 呪われた宝玉
- 朽ちたる鉱山
- 勇者の遺産
- エルダーズクエスト
- 悲しみの村
- 邪神の村
- 狂気の王

### 世界観
この作品はマルチエンディング方式を取り、グッドエンディングとバッドエンディングからなる。
舞台となる世界では魔法が日常的に使用され、世界の造り主であるという光の神アルファーズが信仰されている。世界にはまた亜人間と呼ばれる人間以外の知性体がいる。太古、アルファーズは闇の神ラグメイラとその軍勢と戦い、彼らを封じ込めた後自らを封印したと信じられている。古代の遺跡には、現在忘れられた魔法などが封印されていると信じられている。
全体のストーリーは、いままさに闇の神が復活しようとしており、それによる世界の終わりをプレイヤーキャラクターのパーティが阻止するというもの。

## 移植版
| No. | タイトル                                 | 発売日        | 対応機種                  | 開発元         | 発売元             | メディア                         | 型式 | 売上本数・備考 |
| --- | ---------------------------------------- | ------------- | ------------------------- | -------------- | ------------------ | -------------------------------- | ---- | -------------- |
| 1   | ダークロード                             | 2006年6月1日  | Windows                   | ジー・モード   | アイレボ           | ダウンロード (i-revo)            | -    |                |
| 2   | ダークロード                             | 2010年4月27日 | Windows                   | ジー・モード   | D4エンタープライズ | ダウンロード （プロジェクトEGG） | -    |                |
| 3   | 8ビットコレクション データイースト Vol.1 | 2018年2月28日 | レトロデュオ （FC互換機） | データイースト | JNNEX              | ロムカセット                     | -    |                |

## スタッフ
- シナリオ：巌光生、萬木雅行、さわじりたくみ
- プログラム：石井誠一、森隆司
- グラフィックス：メタラーたくみ（さわじりたくみ）、ヨロよろき（萬木雅行）、びんぼういわお（巌光生）
- 音楽、効果音：酒井省吾、高濱祐輔、岩崎是政、桃井聖司、鈴木雄司、三浦孝史
- プロジェクト・リーダー：いしい パパせいいち（石井誠一）
- オリジナル・ストーリー：巌光生（－暗黒の王－より）
- 協力：アラブ げひん・まさひこ、イチロー たけひこ、わたなべ レオンまこと、野島一成、吉田穂積

## 評価
ゲーム誌『ファミコン通信』の「クロスレビュー」では合計28点（満40点）、『ファミリーコンピュータMagazine』の読者投票による「ゲーム通信簿」での評価は以下の通りとなっており、20.35点（満30点）となっている。同誌1991年5月10日号特別付録の「ファミコンロムカセット オールカタログ」では、アドベンチャーゲームの要素が多く含まれている事を指摘した上で、「敵を倒すことより謎を解いていくことのほうが重要なゲーム」と紹介されている。
| 項目 | キャラクタ | 音楽 | 操作性 | 熱中度 | お買得度 | オリジナリティ | 総合  |
| 得点 | 3.32       | 3.40 | 3.33   | 3.56   | 3.39     | 3.35           | 20.35 |